# Theridiidae
Los terídidos o teridíidos (Theridiidae) son una familia  de arañas araneomorfas con más de 2200 especies en 87 géneros en todo el mundo. Las  características de esta familia de arácnidos es que son enteleginos (tienen una placa genital en la hembra), acribelados (usan hilo pegajoso para capturar en vez de una malla), que realizan diseños geométricos en espacios tangentes y tienen un peine de dientes aserrados (saetas) en los tarsos de la cuarta pata. A esta familia pertenece el género Latrodectus, la notoria viuda negra.
También tiene a las especies cleptoparásitas de Argyrodes, que suelen tener cuerpos triangulares o parecidos a gusanos. Estas extrañas criaturas viven en las telas de grandes arañas y comen las presas capturadas por sus redes huésped. A veces atacan y comen al hospedante.
Muchas especies del género Theridion son conocidas, tanto como a las Achaearanea, el género que tiene a la Achaearanea tepidariorumr (araña común casera). Al menos algunos miembros del género Steatoda atrapan hormigas y otros insectos ambulantes con un hilo elástico gomoso tendido en el suelo.
Una especie de Theridion, Theridion grallator, es conocida como la araña de «cara feliz», por sus aspectos morfológicos que semejan una carita sonriente o un payaso alegre en su cuerpo amarillo.

## Sistemática
La clasificación en subfamilias sigue a Hallan
| - Argyrodinae - Argyrodes Simon, 1864 - Neospintharus Exline, 1950 - Ariamnes Thorell, 1869 - Deelemanella Yoshida, 2003 - Faiditus Keyserling, 1884 - Rhomphaea L. Koch, 1872 - Spheropistha Yaginuma, 1957 - Hadrotarsinae - Anatea Berland, 1927 - Audifia Keyserling, 1884 - Dipoena Thorell, 1869 - Dipoenata Wunderlich, 1988 - Emertonella Bryant, 1945 - Euryopis Menge, 1868 - Eurypoena Wunderlich, 1992 - Gmogala Keyserling, 1890 - Guaraniella Baert, 1984 - Hadrotarsus Thorell, 1881 - Lasaeola Simon, 1881 - Phycosoma O. P.-Cambridge, 1879 - Yaginumena Yoshida, 2002 - Yoroa Baert, 1984 - Latrodectinae Petrunkevitch, 1928 - Crustulina Menge, 1868 - Latrodectus Walckenaer, 1805 - Steatoda Sundevall, 1833 - Pholcommatinae Simon, 1894 - Carniella Thaler & Steinberger, 1988 - Cerocida Simon, 1894 - Craspedisia Simon, 1894 - Enoplognatha Pavesi, 1880 - Helvidia Thorell, 1890 - Pholcomma Thorell, 1869 - Phoroncidia Westwood, 1835 - Proboscidula Miller, 1970 - Robertus O. P.-Cambridge, 1879 - Stemmops O. P.-Cambridge, 1894 - Styposis Simon, 1894 - Theonoe Simon, 1881 - Wirada Keyserling, 1886 - Sphintharinae - Chrosiothes Simon, 1894 - Episinus Walckenaer, in Latreille, 1809 - Moneta O. P.-Cambridge, 1870 - Spintharus Hentz, 1850 - Thwaitesia O. P.-Cambridge, 1881 - Theridiinae - Achaearanea Strand, 1929 - Achaearyopa Barrion & Litsinger, 1995 - Ameridion Wunderlich, 1995 | - Cabello Levi, 1964 - Cephalobares O. P.-Cambridge, 1870 - Chrysso O. P.-Cambridge, 1882 - Coleosoma O. P.-Cambridge, 1882 - Cyllognatha L. Koch, 1872 - Dipoenura Simon, 1908 - Echinotheridion Levi, 1963 - Exalbidion Wunderlich, 1995 - Helvibis Keyserling, 1884 - Histagonia Simon, 1895 - Keijia Yoshida, 2001 - Macaridion Wunderlich, 1992 - Molione Thorell, 1892 - Neottiura Menge, 1868 - Nesticodes Archer, 1950 - Nipponidion Yoshida, 2001 - Paratheridula Levi, 1957 - Propostira Simon, 1894 - Rugathodes Archer, 1950 - Sardinidion Wunderlich, 1995 - Simitidion Wunderlich, 1992 - Takayus Yoshida, 2001 - Tekellina Levi, 1957 - Theridion Walckenaer, 1805 - Theridula Emerton, 1882 - Thymoites Keyserling, 1884 - Tidarren Chamberlin & Ivie, 1934 - Wamba O. P.-Cambridge, 1896 - incertae sedis - Anelosimus Simon, 1891 - Astodipoena Petrunkevitch, 1958 † (fossil, cretaceous) - Asygyna Agnarsson, 2006 - Chorizopella Lawrence, 1947 - Clya Koch & Berendt, 1854 † (fossil, cretaceous) - Coscinida Simon, 1895 - Cretaraneus Selden, 1990 † (fossil, cretaceous) - Eodipoena Petrunkevitch, 1942 † (fossil, cretaceous) - Eoysmena Petrunkevitch, 1942 † (fossil, cretaceous) - Flegia Koch & Berendt, 1854 † (fossil, cretaceous) - Hetschkia Keyserling, 1886 - Icona Forster, 1955 - Jamaitidion Wunderlich, 1995 - Kochiura Archer, 1950 - Landoppo Barrion & Litsinger, 1995 - Marianana Georgescu, 1989 - Mictodipoena Petrunkevitch, 1958 † (fossil, cretaceous) - Municeps Petrunkevitch, 1942 † (fossil, cretaceous) - Nactodipoena Petrunkevitch, 1942 † (fossil, cretaceous) - Paidiscura Archer, 1950 - Selkirkiella Berland, 1924 - Tomoxena Simon, 1895 - Zercidium Benoit, 1977 |